# Мулард
Мулард, реже муллард (англ. mulard, moulard; производное от англ. MUscovy duck, «мускусная утка» и англ. malLARD, «кряква») — межвидовой гибрид, получаемый при скрещивании селезней мускусных уток с домашними утками пород пекинская белая, оргпингтон, руанская и белая алье. Муларды, не встречающиеся в дикой природе из-за разного географического ареала обыкновенной кряквы (Евразия) и дикой мускусной утки (Южная Америка), выводятся только по инициативе человека для выправления недостатков, имеющихся у этих пород.

## Причины

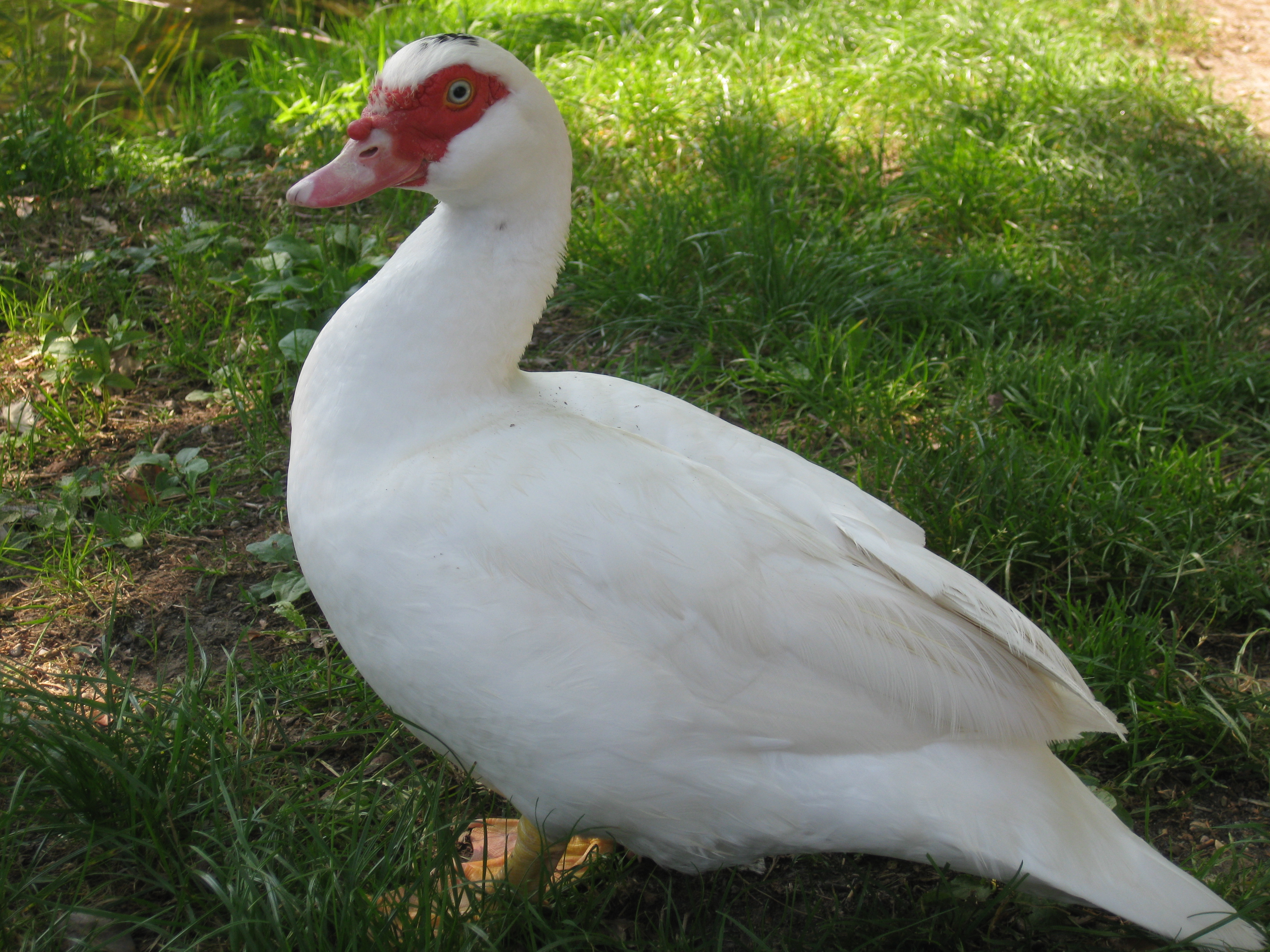
Мускусная утка (индоутка), селезень белого окраса
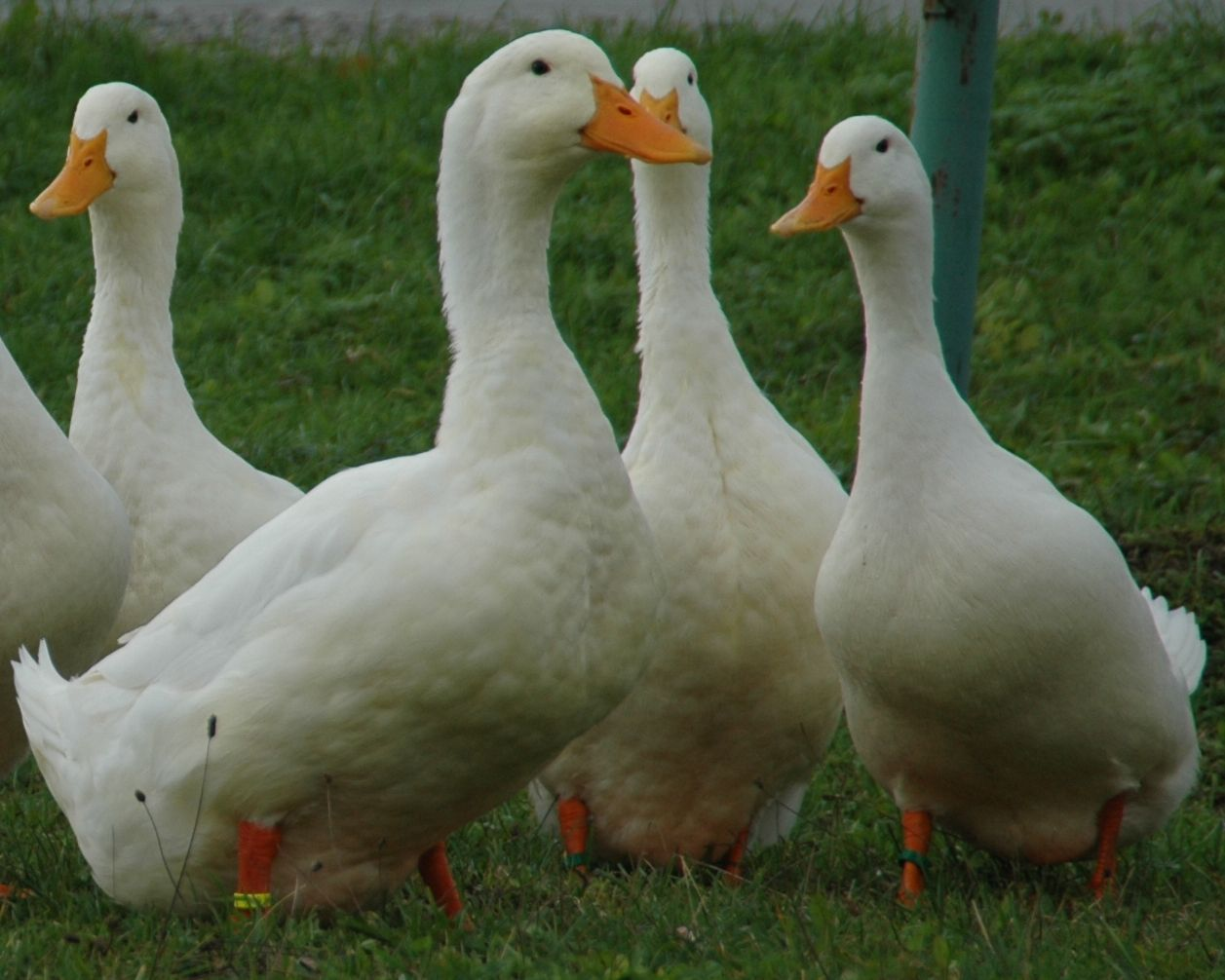
Пекинская белая утка

Так, хозяйственными недостатками мускусных уток можно считать: медленный рост, позднюю половозрелость, теплолюбивость, ярко выраженный инстинкт насиживания, небольшую живую массу самок (около 1 кг). Яйцекладку они начинают в возрасте 180—210 дней, и протекает она циклами, которые длятся по пять месяцев через каждые 90 дней. Однако они считаются более чистоплотными, беззвучными, их мясо отличается более высоким качеством, и эти утки более продуктивны в том смысле, что корм преобразуется в мышцы, а не в жир.
Обычные домашние утки (пекинские, зеркальные, чёрные белогрудые), наоборот, скороспелы, более плодовиты и холодостойки, имеют слабый инстинкт насиживания, самки имеют бо́льшую живую массу (1,2—3,6 кг). Однако, они шумны, нечистоплотны, имеют ярко выраженную склонность к ожирению.
Выведение мулардов как раз необходимо для исправления недостатков этих пород.

## Скрещивание
Селезней мускусных уток используют для производства гибридов с обычными домашними утками. К 7—10-недельному возрасту такие муларды достигают живой массы 1,3—1,5 кг. Муларды спокойны, чистоплотны, скороспелы, имеют большую живую массу и мясо хорошего качества. Как и большинство межвидовых гибридов, муларды бесплодны, кладка яиц — 6—7 штук.

## Использование
Как правило, самок-мулардов выращивают на мясо, а самцов — для получения фуа-гра. Традиционно фуа-гра получали от гусей. Однако, с 1960-х годов большинство ферм переключились на этих гибридных уток. К 2007 году во Франции, как основном производителе фуа-гра, содержалось 35 млн мулардов и лишь 800 тыс. гусей.
Наиболее широкое распространение муларды получили во Франции, США, Англии, а также в Юго-Восточной Азии.